# Une famille allemande
Pour plus de détails, voir Fiche technique et Distribution.
Une famille allemande (Agnes und seine Brüder) est un film allemand réalisé par Oskar Roehler, sorti en 2004.

## Synopsis
Werner, Hans-Jörg et Martin sont frères (le dernier est devenu Agnes après une opération de réassignation sexuelle). Le plus âgé, Werner, du parti des écologistes, est secrétaire d'État au ministère fédéral de l'Environnement, et son grand objectif politique est la mise en place d'un système de consigne sur les canettes appliqué à toute l'Europe. Son mariage avec Signe est en pleine crise, son fils Ralf le filme dans les situations les plus embarrassantes. Hans-Jörg est bibliothécaire dans une bibliothèque universitaire. Son plus grand problème est son hypersexualité. Il traque les étudiantes et les observe pour se masturber dans les toilettes de dames. Agnès vit avec un amant de basse origine qu'elle ne cesse d'ailleurs d'injurier et qu'elle finit par mettre à la porte. Les trois frères entretiennent avec leur égocentrique de père, Günther, des relations différentes. Werner voit les visites à son père comme une obligation, Hans-Jörg éprouve une véritable haine envers son père, car il suppose qu'il a abusé son frère cadet quand il était enfant, ce qui est à l'origine de sa transsexualité. Seuls les rapports d'Agnes avec son père semblent relativement normaux. Les activités de voyeur de Hans-Jörg sont découvertes sur son lieu de travail et il perd son emploi. Après avoir observé une nouvelle visite d'Agnes à son Père, il arrive (à tort) à la conclusion que ses soupçons de viol sont fondés et il tue son père pendant la nuit. Il s'adresse alors à Manni Moneto, un producteur de films pornographiques dont il avait fait la connaissance dans son groupe d'auto-assistance pour victimes d'addiction sexuelle. Pendant le tournage, il fait la connaissance de la séduisante Désirée, dont il tombe amoureux et à qui il raconte ce qu'il a fait. Elle lui propose que tous les deux s'enfuient à l'étranger.

## Varia
On remarquera de nombreuses références à d'autres films. C'est ainsi que la scène qui convainc définitivement Hans-Jorg que son père abuse d'Agnes se retrouve de façon très proche dans le film American Beauty.

## Fiche technique
- Titre : Une famille allemande
- Titre original : Agnes und seine Brüder
- Réalisation : Oskar Roehler
- Scénario : Oskar Roehler
- Production : Stefan Arndt, Markus Brinkmann, Sebastian Fahr-Brix, Marcos Kantis et Kay Klenke
- Musique : Martin Todsharow
- Photographie : Carl-Friedrich Koschnick
- Montage : Simone Hofmann
- Décors : Sabine Rudolph
- Costumes : Lucia Faust
- Pays d'origine : Allemagne
- Format : Couleurs
- Genre : Drame
- Durée : 115 minutes
- Date de sortie : 2004

## Distribution
- Martin Weiß (de) : Agnes Tschirner
- Moritz Bleibtreu : Hans-Jörg Tschirner
- Herbert Knaup : Werner Tschirner
- Katja Riemann : Signe Tschirner
- Tom Schilling : Ralf Tschirner
- Suzan Anbeh : Desiree
- Vadim Glowna : Günther Tschirner
- Margit Carstensen : Roxy
- Lee Daniels : Henry Preminger
- Marie Zielcke : Nadine
- Oliver Korittke : Rudi
- Martin Semmelrogge : Manni Moneto
- Martin Feifel : Hannes
- Sven Martinek : Jürgen
- Til Schweiger : Ami dans la bibliothèque
- Kelly Trump : Lisa
- Axel Wedekind : Bronko
- Simon Boer : Ami de Nadine

## Distinctions
- Prix du film allemand de la meilleure actrice dans un second rôle pour Katja Riemann.